# Dalbergia monetaria
Espèce
Statut de conservation UICN

 LC Stable : Préoccupation mineure
Synonymes
- Dalbergia brownei (Jacq.) Schinz
- Dalbergia volubilis (L.) Urb.
- Dalbergia volubilis Roxb.
- Ecastaphyllum benthamianum Miq.
- Ecastaphyllum monetaria (L. f.) Pers.
- Ecastaphyllum monetaria Baker
- Pterocarpus plumieri Poir.

Dalbergia monetaria est une espèce de plantes à fleurs de la famille des Fabaceae (légumineuses), sous-famille des Faboideae. C'est un arbuste lianescent trouvé en Amérique centrale, en Amérique du Sud et dans les Antilles.

## Noms vernaculaires
En Guyane, on le désigne sous le nom de Soumaké (signifiant "l'argent" en créole, en raison de ses gousse rappelant la forme des pièces de monnaie).
Dans les Antilles françaises (Guadeloupe, Martinique), on l'appelle Lyann a barik (Liane à barrique), Médal (Médaille), Zorey a milat (Oreille de mulâtre) ou  Soumaké.
On rapporte aussi le nom de Liane a Clous.
Dans d'autres langues, on le nomme encore Verônica ou Verônica-do-igapó (portugais du Brésil), Bejuco De Peseta, Membrillo, Palo De Brasilete(espagnol), Moneybush (anglais).
Dans l'Amazonas (Venezuela), on l'appelle Guaica, Itu-basabasa, Ebara, Oteratana, ou Realito.

## Sous-espèces
- Dalbergia monetaria var. brachyphylla Radlk.
- Dalbergia monetaria var. hygrophila (Mart. ex Benth.) J.F. Macbr.
- Dalbergia monetaria var. nitida (Mart. ex Benth.) J.F. Macbr.

## Description
Dalbergia monetaria peut prendre la forme d'un arbuste grimpant, d'un petit arbre ou d'une liane. Ses feuilles sont composées comportent 1 à 3(4) folioles alternes, assez coriaces. Il produit des grappes de fleurs à pétales blancs, jaunâtres ou roses. Ses gousses plates et arrondies ne contiennent qu'une seule graine,. 

## Répartition
On rencontre cet arbuste en Amérique centrale, dans les Antilles, en Colombie, au Guyana, au Suriname, en Guyane, en Équateur, au Pérou, et en Amazonie brésilienne. 
Au Venezuela, il est présent dans les États de Bolívar (Canaima, Cerro Guaiquinima, Río Karaurín, haut Río Paragua, Río Parupa, San Felíx), Amazonas (Caño San Miguel, Maroa, Puerto Ayacucho, Río Atabapo, Río Baria, Río Casiquiare, Río Mawarinia, haut Río Orinoco, Río Yudi) Falcón, Miranda, Zulia, et est particulièrement répandu dans le Delta Amacuro.
Introduit en Afrique de l'ouest, cette espèce est naturalisée en Guinée équatoriale, (Rio Muni, Bioko) et au Gabon.

## Écologie
Cet arbuste pousse entre 50 et 1 000 m d'altitude, dans les forêts de plaine semi-décidues à sempervirentes, les forêts de basse montagne, les forêts-galeries, et les forêts inondées longeant les rivières d'eaux noires. Il fleurit de septembre à décembre dans les Antilles. Comme la plupart des légumineuses, cette espèce fixe l'azote atmosphérique.

## Utilisations
Outre l'utilisation des tiges en vannerie qui lui valent son nom de "liane à barrique", on l'emploie comme plante médicinale dans les Petites Antilles  pour luter contre les diarrhées, les maux d'estomac, les maladies de foie et les pertes blanches. 
Ses graines sont utilisées pour confectionner des colliers.